# Combretum inflatum
Combretum inflatum là một loài thực vật có hoa trong họ Trâm bầu. Loài này được Jongkind mô tả khoa học đầu tiên năm 1990 publ. 1991.